# Buciardă

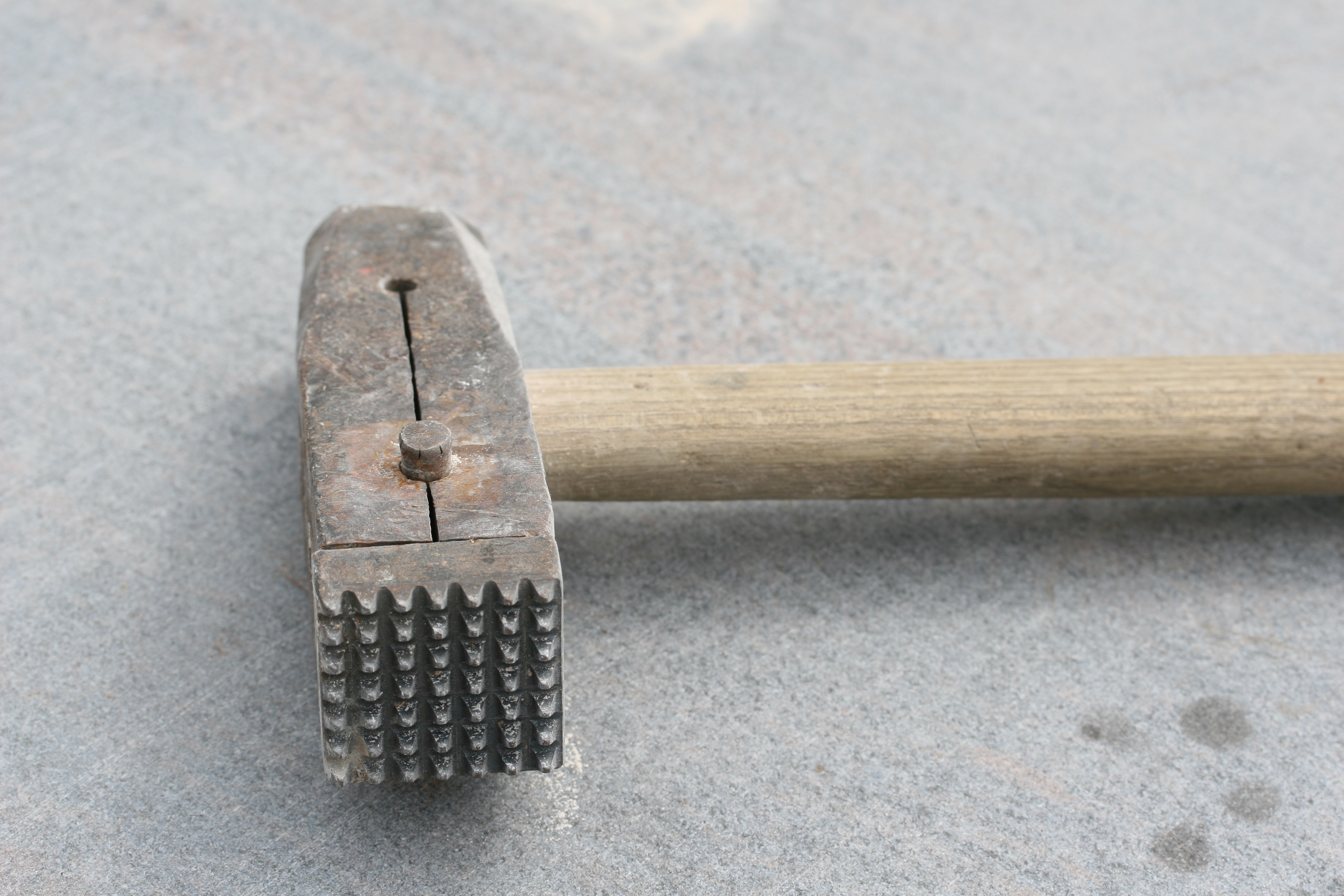
Buciardă

Buciarda este un ciocan prevăzut cu dinți deși, cu care se prelucrează piatra de construcție sau betonul, imprimându-i-se adâncituri, astfel dând suprafeței un aspect zgrunțuros.
O astfel de prelucrare a pietrei se numește buciardare. Această operațiune se mai poate efectua și cu mașini speciale.